# Баблер, Андреас
Андреас Баблер (род. 25 февраля 1973, Мёдлинг) — австрийский социал-демократический политик. Лидер Социал-демократической партии Австрии с июня 2023 года. Член Национального совета Австрии (с 2024 года).

## Биография

### Ранняя жизнь
Родился в Медлинге, Нижняя Австрия. Учился в техническом колледже Мёдлинге, а затем работал на машиностроительном заводе, на складе и на заводе по розливу минеральной воды.

### Политическая карьера
В 1989 году вступил в Социалистическую молодёжь Австрии (SJÖ), где дослужился до должности государственного секретаря SJ Нижней Австрии, затем федерального секретаря SJÖ и, наконец, вице-президента Международного союза социалистической молодёжи (IUSY). В СДПА Баблера относили к левому крылу партии; вплоть до 2023 года он открыто называл себя марксистом. 
В 1995 году он стал членом городского совета Трайскирхена. В 2014 году он стал мэром Трайскирхена. На своих первых выборах он получил лучший результат для Социал-демократической партии Австрии в Трайскирхене с 1945 года: 73,1 процента, что на 4,2 процента больше. После своего успеха на выборах в Нижней Австрии в 2023 году Баблер был назначен членом верхней палаты австрийского парламента, Федерального совета, в качестве представителя Нижней Австрии в марте 2023 года.
23 марта 2023 года Баблер выдвинул свою кандидатуру на выборах руководства Социал-демократической партии Австрии в 2023 году в качестве неожиданного кандидата. Результаты выборов были объявлены 22 мая 2023 года, и Баблер занял второе место, набрав 31,5 % голосов.Баблер и другие члены партии потребовали, чтобы между ним и Хансом Петером Доскозилом, набравшим 33,7 % голосов, был проведён второй тур голосования среди членов партии. Руководство SPÖ проголосовало против, 25 голосов против 22. Вместо этого 3 июня 2023 года на внеочередном партийном съезде среди 603 делегатов прошли выборы председателя партии с участием кандидатов Доскозила и Баблера. Согласно результатам первого подсчёта голосов 3 июня 2023 года, Доскозил победил Баблера, набрав 53 % голосов против 47 %. При пересчёте голосов 5 июня 2023 года выяснилось, что при первом подсчёте голоса за Баблера были ошибочно приписаны Доскожилу, и наоборот, голоса за Доскожила были ошибочно приписаны Баблеру. Баблер принял своё избрание лидером партии 6 июня 2023 года.